# Pallamano ai Giochi della XXIV Olimpiade - Torneo femminile
Il torneo femminile di pallamano ai Giochi della XXIV Olimpiade si è svolto dal 21 al 29 settembre 1988 ed è stato ospitato dal Suwon Gymnasium a Suwon.
La medaglia d'oro è stata vinta per la prima volta dalla Corea del Sud, che si è classificata al primo posto nel girone finale. La medaglia d'argento è andata alla Norvegia, seconda classificata, e la medaglia di bronzo all'Unione Sovietica, terza classificata.
Il numero delle nazionali partecipanti è stato aumentato da sei a otto e la formula è stata variata di conseguenza. Al girone finale sono arrivate le padrone di casa della Corea del Sud, la Jugoslavia, l'Unione Sovietica e la Norvegia. Sebbene alle sovietiche bastasse un pareggio nell'ultima partita contro le coreane per conquistare la medaglia d'oro, la partita volse a favore delle coreane che vinsero e conquistarono la medaglia d'oro per la prima volta nella loro storia, relegando le sovietiche al terzo posto. La Norvegia, superando la Jugoslavia, conquistò la medaglia d'argento, grazie a una migliore differenza reti rispetto alle sovietiche, e il primo podio nella pallamano.

## Formato
Le otto squadre partecipanti sono state divise in due gironi da quattro e ciascuna squadra affronta tutte le altre, per un totale di tre giornate. Le prime due classificate accedevano al girone finale portando il risultato ottenuto nel girone preliminare contro l'altra squadra del proprio girone, mentre le terze e quarte classificate accedevano a un girone per i piazzamenti. La classifica finale corrisponde con le classifica finali dei due gironi.

## Squadre partecipanti
|                            | Data               | Sede        | Posti | Qualificate                              |
| -------------------------- | ------------------ | ----------- | ----- | ---------------------------------------- |
| Paese organizzatore        |                    |             | 1     | Corea del Sud                            |
| Campionato mondiale 1986   | 4-14 dicembre 1986 | Paesi Bassi | 3     | Unione Sovietica Cecoslovacchia Norvegia |
| Campionato mondiale B 1987 | 9-18 dicembre 1987 | Bulgaria    | 1     | Jugoslavia                               |
| Campionato asiatico 1987   | 15-27 agosto 1987  | Giordania   | 1     | Cina                                     |
| Campionato femminile 1987  | 10-16 agosto 1987  | Stati Uniti | 1     | Stati Uniti                              |
| Campionato africano 1987   | ? 1987             | Marocco     | 1     | Costa d'Avorio                           |
| Totale                     |                    |             | 8     |                                          |

## Fase a gironi

### Girone A

#### Classifica
| Pos. | Squadra        | Pt | G | V | N | P | GF | GS | DR  |
| ---- | -------------- | -- | - | - | - | - | -- | -- | --- |
| 1.   | Corea del Sud  | 4  | 3 | 2 | 0 | 1 | 76 | 67 | +9  |
| 2.   | Jugoslavia     | 4  | 3 | 2 | 0 | 1 | 58 | 58 | 0   |
| 3.   | Cecoslovacchia | 4  | 3 | 2 | 0 | 1 | 81 | 69 | +12 |
| 4.   | Stati Uniti    | 0  | 3 | 0 | 0 | 3 | 55 | 76 | -21 |

#### Risultati
| Suwon 21 settembre 1988, ore 10:00 | Corea del Sud | 33 – 27 (15-9) | Cecoslovacchia | Suwon Gymnasium |

| Suwon 21 settembre 1988, ore 14:00 | Jugoslavia | 19 – 18 (10-8) | Stati Uniti | Suwon Gymnasium |

| Suwon 23 settembre 1988, ore 10:00 | Cecoslovacchia | 33 – 19 (13-11) | Stati Uniti | Suwon Gymnasium |

| Suwon 23 settembre 1988, ore 14:00 | Jugoslavia | 22 – 19 (10-13) | Corea del Sud | Suwon Gymnasium |

| Suwon 25 settembre 1988, ore 10:00 | Corea del Sud | 24 – 18 (11-10) | Stati Uniti | Suwon Gymnasium |

| Suwon 25 settembre 1988, ore 14:00 | Cecoslovacchia | 21 – 17 (8-7) | Jugoslavia | Suwon Gymnasium |

### Girone B

#### Classifica
| Pos. | Squadra          | Pt | G | V | N | P | GF | GS  | DR  |
| ---- | ---------------- | -- | - | - | - | - | -- | --- | --- |
| 1.   | Unione Sovietica | 5  | 3 | 2 | 1 | 0 | 75 | 49  | +26 |
| 2.   | Norvegia         | 5  | 3 | 2 | 1 | 0 | 75 | 53  | +22 |
| 3.   | Cina             | 2  | 3 | 1 | 0 | 2 | 76 | 58  | +18 |
| 4.   | Costa d'Avorio   | 0  | 3 | 0 | 0 | 3 | 37 | 103 | -66 |

#### Risultati
| Suwon 21 settembre 1988, ore 11:30 | Unione Sovietica | 24 – 19 (12-9) | Cina | Suwon Gymnasium |

| Suwon 21 settembre 1988, ore 15:30 | Norvegia | 34 – 14 (15-8) | Costa d'Avorio | Suwon Gymnasium |

| Suwon 23 settembre 1988, ore 11:30 | Unione Sovietica | 32 – 11 (14-7) | Costa d'Avorio | Suwon Gymnasium |

| Suwon 23 settembre 1988, ore 15:30 | Norvegia | 22 – 20 (12-10) | Cina | Suwon Gymnasium |

| Suwon 25 settembre 1988, ore 11:30 | Unione Sovietica | 19 – 19 (13-10) | Norvegia | Suwon Gymnasium |

| Suwon 25 settembre 1988, ore 15:30 | Cina | 37 – 12 (20-4) | Costa d'Avorio | Suwon Gymnasium |

## Girone per i piazzamenti

### Classifica
| Pos. | Squadra        | Pt | G | V | N | P | GF | GS | DR  |
| ---- | -------------- | -- | - | - | - | - | -- | -- | --- |
| 5.   | Cecoslovacchia | 6  | 3 | 3 | 0 | 0 | 93 | 52 | +41 |
| 6.   | Cina           | 4  | 3 | 2 | 0 | 1 | 89 | 60 | +29 |
| 7.   | Stati Uniti    | 2  | 3 | 1 | 0 | 2 | 68 | 80 | -12 |
| 8.   | Costa d'Avorio | 0  | 3 | 0 | 0 | 3 | 40 | 98 | -58 |

### Risultati
| Suwon 27 settembre 1988, ore 10:00 | Cina | 31 – 22 (12-13) | Stati Uniti | Suwon Gymnasium |

| Suwon 27 settembre 1988, ore 14:00 | Cecoslovacchia | 34 – 12 (16-5) | Costa d'Avorio | Suwon Gymnasium |

| Suwon 29 settembre 1988, ore 10:00 | Stati Uniti | 27 – 16 (14-6) | Costa d'Avorio | Suwon Gymnasium |

| Suwon 29 settembre 1988, ore 14:00 | Cecoslovacchia | 26 – 21 (9-10) | Cina | Suwon Gymnasium |

## Girone finale

### Classifica
| Pos.    | Squadra          | Pt | G | V | N | P | GF | GS | DR |
| ------- | ---------------- | -- | - | - | - | - | -- | -- | -- |
| Oro     | Corea del Sud    | 4  | 3 | 2 | 0 | 1 | 63 | 61 | +2 |
| Argento | Norvegia         | 3  | 3 | 1 | 1 | 1 | 59 | 57 | +2 |
| Bronzo  | Unione Sovietica | 3  | 3 | 1 | 1 | 1 | 56 | 55 | +1 |
| 4.      | Jugoslavia       | 2  | 3 | 1 | 0 | 2 | 52 | 57 | -5 |

### Risultati
| Suwon 27 settembre 1988, ore 11:30 | Unione Sovietica | 18 – 15 (9-8) | Jugoslavia | Suwon Gymnasium |

| Suwon 27 settembre 1988, ore 15:30 | Corea del Sud | 23 – 20 (10-9) | Norvegia | Suwon Gymnasium |

| Suwon 29 settembre 1988, ore 11:30 | Norvegia | 20 – 15 (9-10) | Jugoslavia | Suwon Gymnasium |

| Suwon 29 settembre 1988, ore 15:30 | Corea del Sud | 21 – 19 (13-11) | Unione Sovietica | Suwon Gymnasium |

## Classifica finale
| Pos | Squadre          |
| --- | ---------------- |
|     | Corea del Sud    |
|     | Norvegia         |
|     | Unione Sovietica |
| 4   | Jugoslavia       |
| 5   | Cecoslovacchia   |
| 6   | Cina             |
| 7   | Stati Uniti      |
| 8   | Costa d'Avorio   |

## Premi individuali
Migliori giocatrici del torneo.
| Ruolo               | Giocatrice           |
| ------------------- | -------------------- |
| Portiere            | Song Ji-hyun         |
| ?                   | Leora Jones          |
| Terzino sinistro    | Natal'ja Morskova    |
| Centrale            | Kim Hyun-mee         |
| Terzino destro      | Natal'ja Lapitskaja  |
| Ala destra          | Kristin Midthun      |
| ?                   | Sun Xiulan           |
| Migliore marcatrice | Sun Xiulan (36 reti) |